# گامو اوجیساتو
گامو اوجیساتو (به ژاپنی: 蒲生 氏郷 Gamō Ujisato) (۱۵۵۶ – ۱۷ مارس ۱۵۹۵) یک سامورایی و یکی از دایمیوهای مسیحی، اهل ژاپن بود. پس از حادثه معبد هوننو وی همسران و فرزندان اودا نوبوناگا را تحت حمایت خود قرار داد و جهت محافظت آنان را از قلعه آزوچی به یکی از قلعه‌های متعلق به خود منتقل کرد. وی همچنین سپاهی برای ستیز و مقابله با کودتای آکچی میتسوهیده فراهم کرد.